# Історія Гани

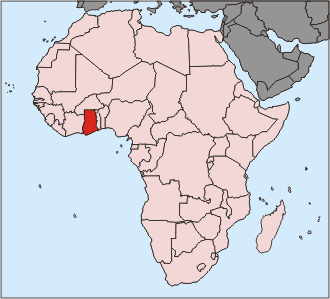
Сучасна Гана на мапі Африки

Гану до 1957 р. називали Золотим берегом.

## До 1470 р
Багато етнічних груп сучасної Гани сформувалися в результаті кількох послідовних хвиль міграцій. Деякі з них (акани) прийшли з півночі, інші (еве і га) — зі сходу. У XIV ст. фанті (одна з груп аканів) з'явилися на узбережжі, звідки було вигнане корінне населення. Невеликі ранні державні утворення аканів торгували і воювали, доки в XVII столітті могутні ашанті не здійснили експансію зі своєї столиці Кумасі, підкоряючи і об'єднуючи в конфедерацію державні утворення лісової зони.
Приблизно у цьому ж столітті на північ від Конфедерації ашанті почало набирати сили державне утворення народу гонжа, яке могло суперничати з войовничими північними сусідами — державами Мампрусі і Дагомба. Вважається, що частина племен аканів прийшли на узбережжя з середньовічної імперії Гана після її розпаду в XI столітті. Однак напевне відомо лише те, що на час появи перших європейців на узбережжі Гвінейської затоки наприкінці XV століття там вже існували територіальні утворення, а населення займалося торгівлею і землеробством.

## Контакти з європейцями
Перших європейських торговців привабило золото і слонова кістка, однак швидко ці товари відтіснила на задній план прибутковіша торгівля невільниками. Саме работоргівля була основною причиною територіальної експансії ашанті і будівництва європейських фортів і торговельних факторій на узбережжі Гвінейської затоки, де вони укладали союзи з місцевими державними утвореннями.

## Під владою Великої Британії (1806–1957)
На кінець XVIII ст. суперництво між європейськими державами за контроль над узбережжям завершилося на користь Великої Британії, що призвело до конфлікту з Конфедерацією ашанті. У XIX ст. відбувалися локальні війни між англійцями, які закріпилися на узбережжі, і ашантійцями, які господарювали у внутрішніх районах. Успіх переходив від одних до інших, але в цілому перевага була на боці ашантійців аж до 1870-х років.
Англійські війська під командуванням Гарнета Волслі в 1873–1874 рр. здійснили стрімкий похід на ашантійську столицю Кумасі і спалили її. З того часу почався занепад Конфедерації ашанті.

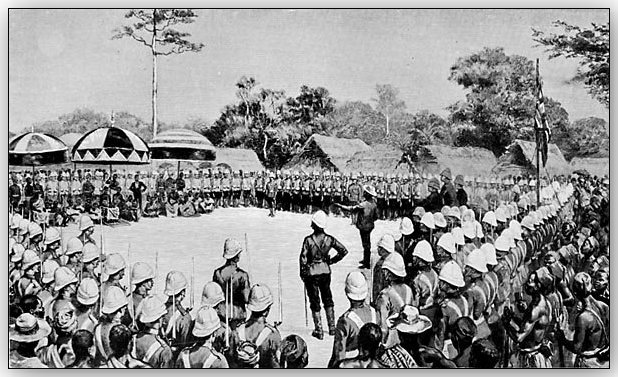
Переговори британців з королем Ашанті (1896)

Після повстання ашантійців у 1900 році, очолюваного легендарною королевою Яа Асантєвою, коли англійський гарнізон в Кумасі більше місяця перебував в облозі, Велика Британія запровадила в Ашанті режим військового правління. У XIX ст. британці не лише воювали з ашантійцями, але й вели пошук оптимальних форм управління районами узбережжя, які в 1874 році стали британською колонією Золотий Берег. У 1901 колонією стала також територія Ашанті, а райони, розташовані на північ Ашанті (так звані Північні території), були оголошені британським протекторатом. Назва «Золотий Берег» поширювалася на три британських володіння — Золотий Берег (власне колонія), Ашанті і Північні території.
У 1919 році до Золотого Берега було приєднано Західне Того, мандат на управління яким Велика Британія отримала від Ліги Націй.
Потім настав період поступової інтеграції різних частин Золотого Берега. Значною мірою цьому сприяло виробництво какао на експорт. Англійці проводили політику «непрямого управління» з використанням традиційних політичних інститутів. Цим пояснюється повернення в 1924 році із заслання на Сейшельських островах правителя — ашантіхене Премпе, відновлення у 1935-му при наступному ашантіхене Премпе II Ради Конфедерації ашанті і створення в 1946-му Територіальної ради Північних територій.
У 1946 році було розширено склад Законодавчої ради за рахунок включення до її складу представників Ашанті. У ній вперше стало більше виборних членів, ніж призначених чиновників. Представники Північних територій вперше були обрані до Законодавчої ради в 1951-му.
Хвиля безпорядків, що прокотилася великими містами у лютому 1948 року, змусила колоніальну адміністрацію прискорити процес конституційних перетворень.
У 1947-му юристи і підприємці створили Об'єднаний конвент Золотого Берега (ОКЗБ), щоб боротися конституційними методами за самоуправління. У січні 1950 року відбулися масові демонстрації населення проти нової конституції, яка, хоча й передбачала певне розширення участі африканців в управлінні Золотим Берегом, проте не гарантувала реального самоуправління. Цю кампанію протесту очолив Кваме Нкрума, який напркінці 1947 року повернувся з Лондона. У 1948-му він перетворив ОКЗБ в масову партію і в середині 1949 привів більшу частину членів цієї організації у створену ним Народну партію конвенту (НПК). Нкрума і ряд інших керівників НПК були заарештовані за обвинуваченням в організації безпорядків, але всі були звільнені після переконливої перемоги партії у лютому 1951 року на виборах до Законодавчих зборів, де вона завоювала 33 з 38 місць. Було сформовано уряд на чолі з Кваме Нкрумою, в якому більшість становили африканці.
У 1954 році було ухвалено «конституцію Нкруми», якою передбачалися вибори депутатів до Законодавчих зборів шляхом прямих виборів на засадах загального виборчого права. Конституція наблизила НПК до заповітної мети — незалежності країни.
На виборах у червні 1956 р. НПК знову здобула перемогу, зайнявши 72 із 104 місць Законодавчих зборів.

## Незалежність (1957-)
6 березня 1957 року було проголошено незалежність Гани.

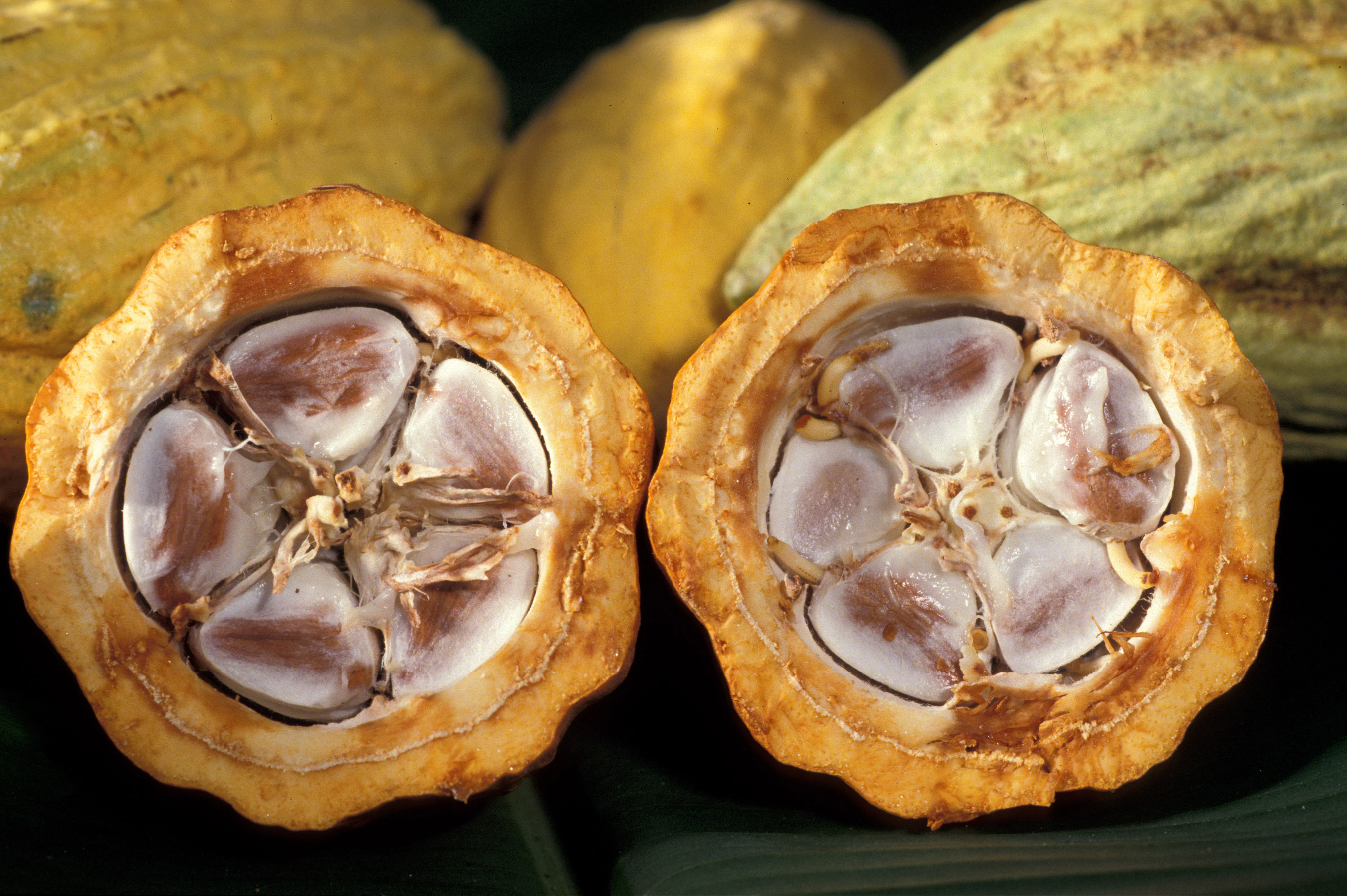
Розрізані какао-боби, основа економічного буму Гани у 50-60-х роках.

В часи Нкруме основою зовнішньої політики Гани став панафриканізм. Гана домагалася звільнення всієї Африки від колоніального іга і створення політичного союзу, без якого незалежність країни не мала сенсу. За ініціативою Нкруми в Аккрі були проведені Перша конференція незалежних держав Африки (квітень 1958) і Перша конференція народів Африки (грудень 1958). У зовнішній політиці Гана твердо дотримувалася принципу позитивного нейтралітету. Нкрума посів почесне місце серед таких лідерів руху неприєднання, як президент Югославії Тіто, прем'єр Індії Неру, президент Єгипту Насер і президент Індонезії Сукарно.
У 1960 уряд відчув себе досить сильним, щоб винести на загальнонародний референдум питання про нову конституцію, якою передбачалося проголошення Гани президентською республікою. 90% виборців схвалили цю конституцію і стільки ж підтримали кандидатуру Нкруми на посаду президента. 1 липня 1960 Гану було проголошено республікою. Режим Нкруми користувався підтримкою народу, але не був міцним, оскільки його соціальна база неухильно звужувалась. Антиурядові настрої посилилися в місті Секонді-Такораді після придушення там страйків робітників у 1961 році. Невдалі замахи на президента в 1962 і 1964 довели, що поліція і верхівка правлячої НПК не є надійною опорою режиму. Після того, як суд не визнав винними партійних функціонерів, звинувачених в організації першого замаху на Нкруму, незалежність судової системи було обмежено. Після другої спроби усунення Нкруми сталися кадрові зміни в керівництві поліції. У лютому 1964 Гана стала однопартійною державою. У 1965 були здійснені перестановки в керівництві збройних сил, після того, як воєначальники висловили невдоволення створенням президентської гвардії. Ці події відбувалися на тлі зростання дефіциту платіжного балансу і державного боргу, зумовлених різким падінням світових цін на какао і недостачею коштів для фінансування грандіозних проектів розвитку промисловості, субсидійованих за рахунок короткострокових позик на вкрай невигідних умовах. Все це призвело до жорстких обмежень імпорту, збільшення податків, нестачі товарів першої необхідності та інфляції. 24 лютого 1966, коли Нкрума перебував у зарубіжній поїздці, армія здійснила переворот, і до влади прийшла військово-поліцейська хунта.
Національна рада звільнення (НРЗ), що правила Ганою після перевороту, представляла суспільні прошарки, які в 1948–1951 програли НПК, — підприємців, осіб з вищою освітою і передусім представників цих груп в збройних силах, на державній службі і в системі вищої школи. Західні кредитори Гани вітали повалення режиму Нкруми. Новому керівництву Гани, що складалося з військовослужбовців, поліцейських і цивільних осіб, було надано фінансову допомогу, а також відстрочені виплати з зовнішніх боргів. Сприятливим чинником для закріплення позицій військового режиму стало підвищення світових цін на какао в наприкінці 1960-х років. В результаті відбулося скорочення бюджетного дефіциту і уповільнилися темпи інфляції. Однак щороку відбувалося падіння виробництва, а чисельність населення збільшувалася швидкими темпами, що супроводжувалося зростанням безробіття. В 1969 було ухвалено другу республіканську конституцію, і за результатами парламентських виборів сформовано цивільний уряд на чолі з Кофі Бусиа.
Новий уряд, як і його попередники, був не в змозі вирішити економічні проблеми країни — впоратися з непомірною зовнішньою заборгованістю і позбутися залежності від рівня світових цін на какао-боби. Погіршення становища на світовому ринку какао, введення обмежень на імпорт, проведення державної політики суворої економії, стрімка інфляція, корупція і авторитарні методи управління державою за два роки підірвали довіру урядові Бусиа. 13 січня 1972 група офіцерів здійснила державний переворот. Влада в країні перейшла до Ради національного порятунку (РНП) на чолі з полковником Ігнатіусом Ачампонгом.
Новому військовому режиму вдалося виплатити частину зовнішнього боргу, але кардинальні проблеми країни загострилися після підвищення в чотири рази світових цін на нафту в 1974–1975. Гана зіткнулася з гіперінфляцією і гострою нестачею основних споживчих товарів. Невдовзі породжена тотальним дефіцитом корупція уразила і саму РНП. У 1978 Ачампонг був усунутий від влади своїм заступником генерал-лейтенантом Фредом Акуффо. 4 червня 1979 стався новий військовий переворот, здійснений групою молодших офіцерів і солдатів на чолі з лейтенантом ВПС Джеррі Ролінгсом, який заявив про необхідність ухвалення нової конституції, проведення виборів і формування цивільного уряду. Народна національна партія (ННП), яка оголосила себе спадкоємицею нкрумівської Народної партії конвенту, завоювала 71 із 140 місць у парламенті; 42 місця зайняли депутати від Народного фронту, утвореного на базі партії Кофі Бусиа. Член ННП Хілла Ліманн був обраний президентом Гани. Настав період Третьої республіки. 24 вересня 1979 цивільний уряд президента Хілли Ліманна офіційно приступив до виконання обов'язків.

### Ера Ролінгса (1981 −2001)
Після понад семи років невдалого військового правління і трьох місяців терору, здійснюваного Революційною радою збройних сил на чолі з Джеррі Ролінгсом, державна скарбниця була спустошена. Нове керівництво Гани визнало необхідність реалізації серйозних економічних реформ. Однак темпи реформування були невиправдано повільними, що спричинили розкол в керівництві правлячої партії. Всі ці обставини разом з особистими амбіціями спонукали лейтенанта ВПС Ролінгса 31 грудня 1981 знову захопити владу.
Цього разу він з'явився на політичній арені як популістський лідер лівого спрямування, очоливши революційний уряд — Тимчасову раду національної оборони (ТРНО). Нове керівництво скасувало конституцію країни і заборонило діяльність всіх політичних партій. Були розпущені всі місцеві органи виконавчої влади, а їх повноваження передані комітетам захисту революції (КЗР).
Друге пришестя Ролінгса до влади було підтримане більшістю ганців, але його режим невдовзі зіткнувся з найтяжчими проблемами. У лавах збройних сил продовжувався розкол за етнічним принципом, неодноразово робилися спроби нових військових переворотів, найсерйозніша з яких сталася в червні 1983. Два роки поспіль, у 1982 і 1983, в країні лютувала така жорстока посуха, що різко скоротилося виробництво не тільки продовольства, але й гідроенергії. Спроби уряду ввести контроль над цінами на основні продукти харчування виявилися неефективними і лише загострили ситуацію на продовольчому ринку, а ініціатива членів деяких КЗР відновити порядок шляхом вибіркової конфіскації товарів і покарання «спекулянтів» і тих, хто приховує продовольство, викликала різке невдоволення вуличних торговців, в руках яких знаходилася роздрібна торгівля.
У 1982–1983 роках ТРНО коливалися у виборі стратегії подолання економічної кризи. «Лівий» підхід передбачав введення жорсткого державного регулювання економіки і звернення за допомогою до таких країн, як Лівія і СРСР. У «Прагматичному» підході ставка робилася на пожвавлення господарської діяльності шляхом ініціативи приватних виробників, насамперед фермерів, і отримання допомоги від західних країн і міжнародних організацій — Світового банку і Міжнародного валютного фонду. Восени 1983 було зроблено вибір на користь «прагматичного» варіанта. Седі був різко девальвований, збільшилися закупівельні ціни на продукцію фермерів, почалося здійснення антиінфляційної програми оздоровлення економіки. Все це дозволило уряду отримати від Світового банку і МВФ надзвичайну допомогу в розмірі 200 млн дол., а дещо пізніше почала надходити й інша міжнародна допомога у вигляді субсидій і позик на вигідних умовах.
Невдовзі програма оздоровлення економіки мала позитивні результати на макроекономічному рівні. У 1984–1990 щорічний приріст загального обсягу виробництва становив в середньому близько 5%, темпи інфляції знизилися з 100% за рік до прийнятніших, хоча й ще високих 33% і продовжували знижуватися.
Повернення Гани до демократичного державного устрою почалося з проведення на початку 1989 виборів на непартійній основі в місцеві збори всіх 110 районів країни. У липні 1990 було сформовано Національну комісію за демократію (НКД), яка в наступні декілька місяців провела ряд регіональних конференцій, на яких обговорювалися економічні і політичні перспективи країни. Під час дебатів домінувала думка, що Гана готова до відновлення демократії і переходу до багатопартійної системи правління.
У березні 1991 НКД розробила порядок процесу відновлення демократії, і в травні цього ж року ТРНО прийняла її рекомендації, але відмовилася від негайної легалізації політичних партій. Для розробки нової конституції були сформовані консультативні збори. Проект конституції, підготовлений у березні 1992, отримав схвалення на референдумі 28 квітня 1992. У травні було дозволено створення політичних партій, але заборонялося формальне відновлення політичних організацій, які існували до 1982.
3 листопада 1992 року були проведені президентські вибори, на яких Ролінгс отримав близько 60% голосів. Хоча зарубіжні спостерігачі визнали, що в цілому вибори були вільними і справедливими, на думку опозиційних партій, вони супроводжувалися численними зловживаннями. Опозиція бойкотувала парламентські вибори, що відбулися 29 грудня 1992 р.
У результаті «Четверта республіка» почала своє існування з парламентом, який майже повністю складався з членів партії Ролінгса Національний демократичний конгрес (НДК). Після закінчення першого терміну президентства Ролінгса і парламенту в 1996 році були проведені чергові вибори. Ролінгс залишився на посаді президента, отримавши 57% голосів. На парламентських виборах кандидати НДК завоювали 133 з 200 депутатських мандатів у законодавчому органі.

### Четверта республіка (2001-)
На президентських виборах, що відбулися в кінці 2000 року перемогу популіст Джон Куфуор. Церемонія інавгурації його відбулася 9 січня 2001 року. Новий президент Гани пообіцяв громадянам краще життя, а від західних країн зажадав нових інвестицій і списання всього зовнішнього боргу країни.